# Montana City
Montana City é uma Região censo-designada localizada no estado americano de Montana, no Condado de Jefferson.

## Demografia
Segundo o censo americano de 2000, a sua população era de 2094 habitantes.

## Geografia
De acordo com o United States Census Bureau tem uma área de
73,2 km², dos quais 73,1 km² cobertos por terra e 0,1 km² cobertos por água.

## Localidades na vizinhança
O diagrama seguinte representa as localidades num raio de 16 km ao redor de Montana City.